# Hauptstrasse 103
Die Hauptstrasse 103, auch Route de Chancy, ist eine Schweizer Hauptstrasse im Kanton Genf und eine Hauptachse der Agglomeration Genf. Sie verbindet das Stadtzentrum mit dem Grenzübergang zu Frankreich  bei Chancy.

## Verlauf
Die Strasse beginnt im Stadtzentrum von Genf bei der Brücke Pont de Saint-Georges über die Arve. Der Flussübergang entstand 1882 beim Bau der Strassenbahnlinie von Genf nach Bernex. Um 1900 wurde entlang der Tramlinie auch eine Strasse als neue und etwas kürzere Route neben der alten Landstrasse über Carouge und Lancy gebaut. Die Hauptstrasse führt von Genf aus durch Onex und Bernex nach Chancy, der Ortschaft, die am weitesten im Südwesten des Kantons Genf liegt. Bei Chancy führt eine Brücke über die Rhone nach Pougny, von wo aus nach fünf Kilometern die Departementsstrasse 884 bei Collonges zu erreichen ist.

## Schutzgebiete
Die Hauptstrasse 103 durchquert im Südwesten des Kantons Genf mehrere Naturschutzgebiete. Bei La Petite-Grave, Avusy und Chancy liegen bedeutende Amphibienlaichgebiete an der Strasse, und das Gebiet Raclerets bei Chancy, durch welches die Strasse führt, ist sowohl ein Teil der Landschaft Vallon de la Laire, die im Bundesinventar der Auengebiete von nationaler Bedeutung verzeichnet ist, als auch ein Abschnitt des Landschaftsschutzgebiets Rhône genevois – Vallons de l’Allondon et de la Laire, das zu den Naturgebieten von nationaler Bedeutung gehört.

## Bilder

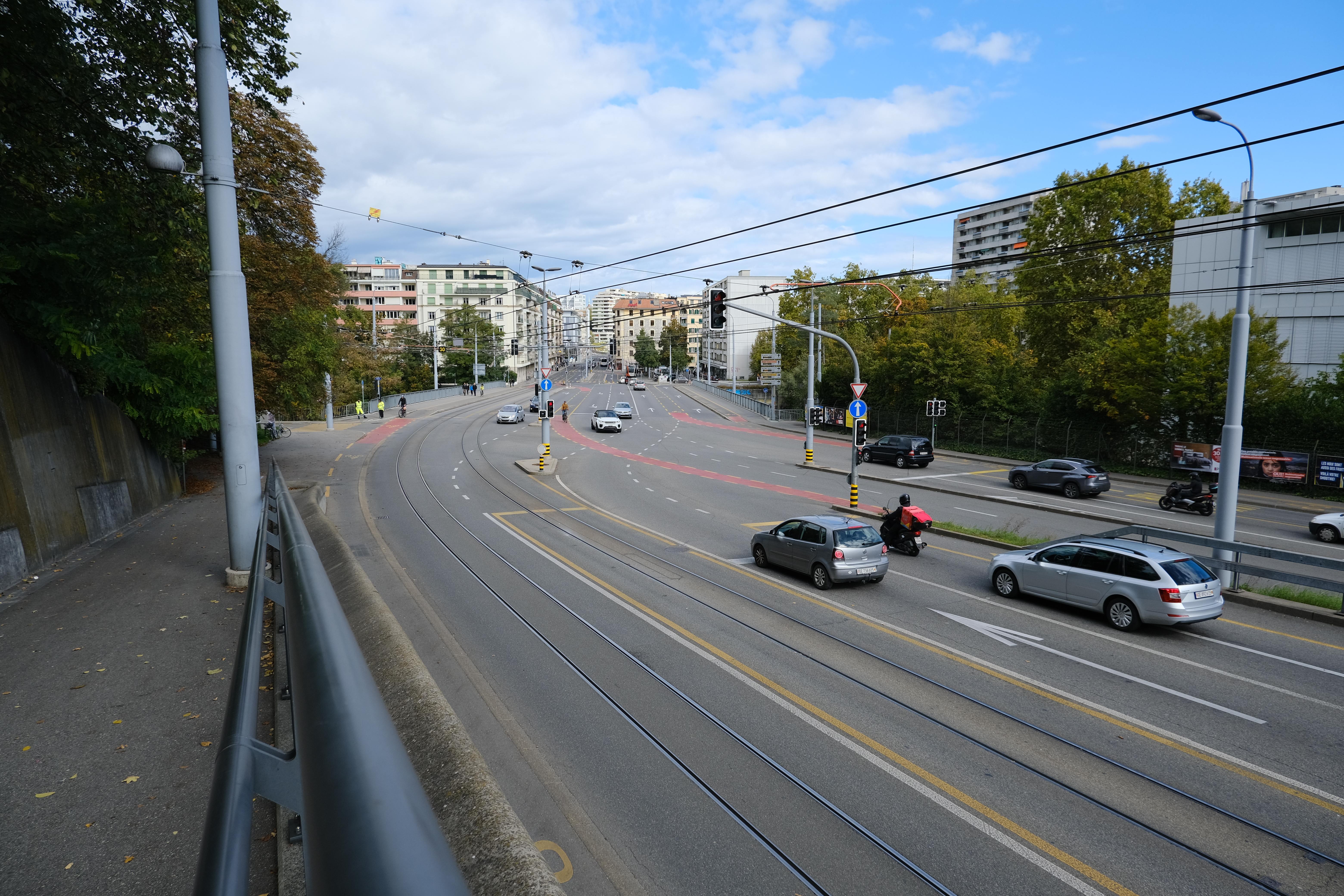
Anfang der Strasse bei der Brücke Pont de Saint-Georges
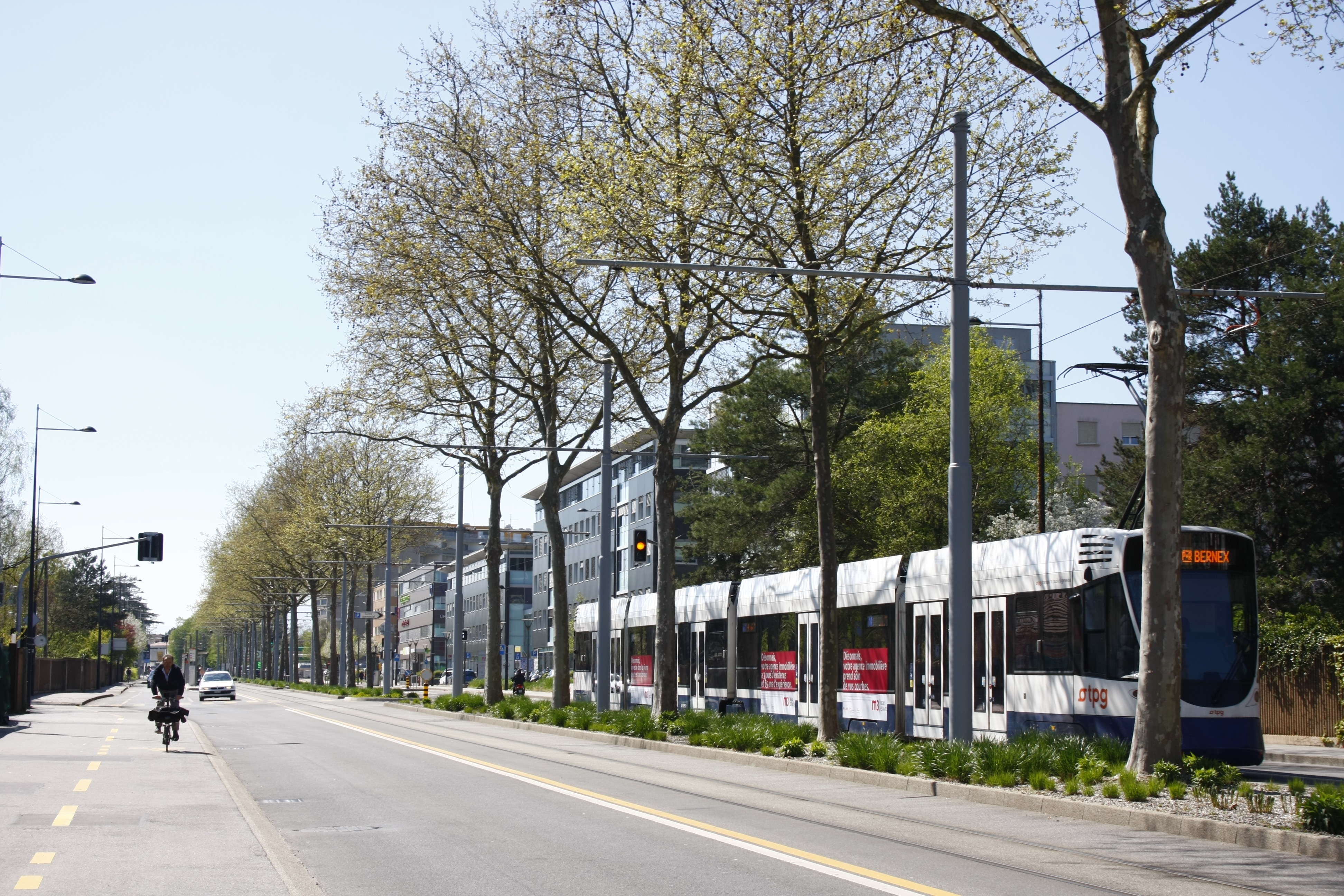
Route de Chancy in Onex
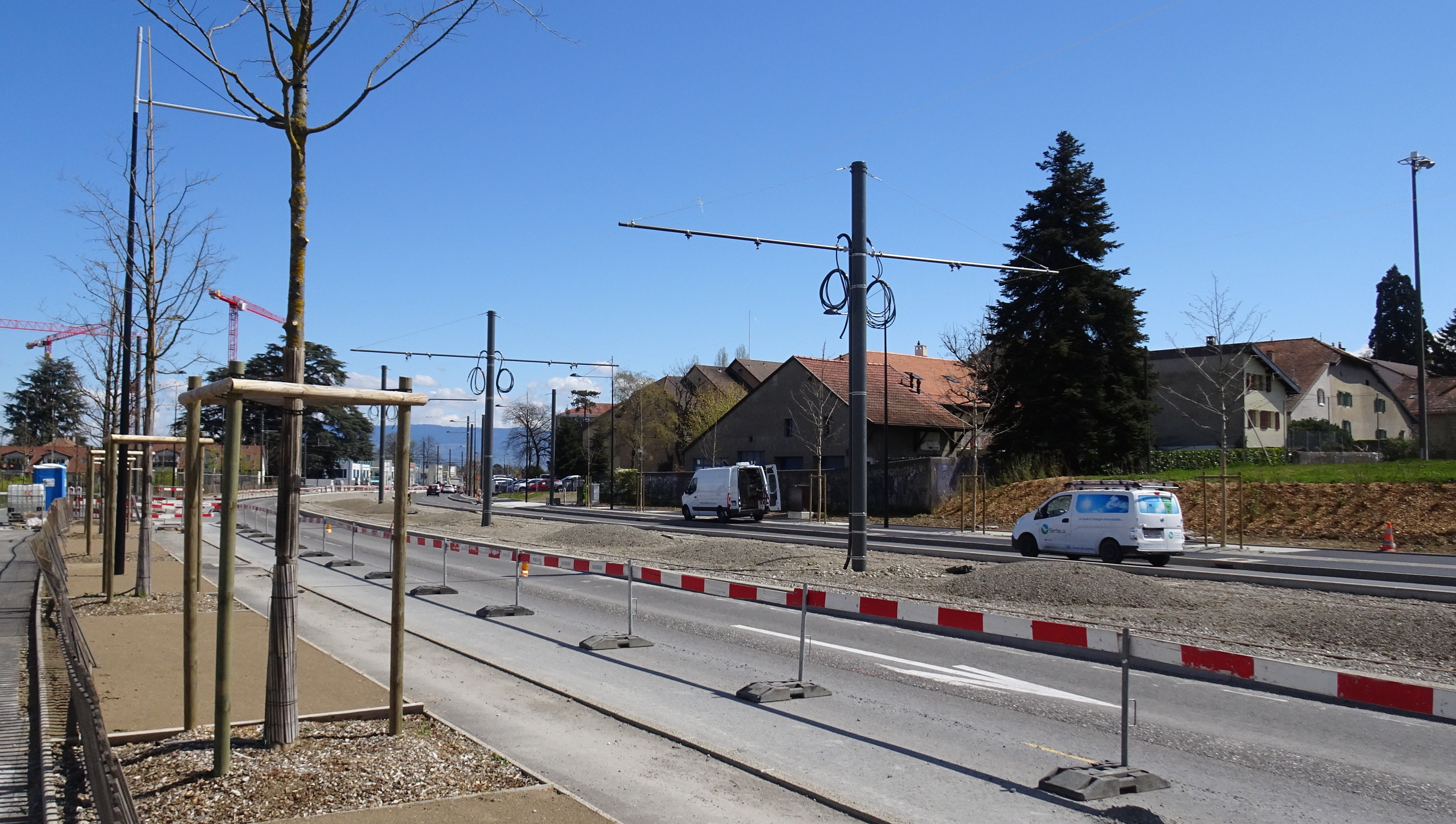
Baustelle in Bernex (2021)
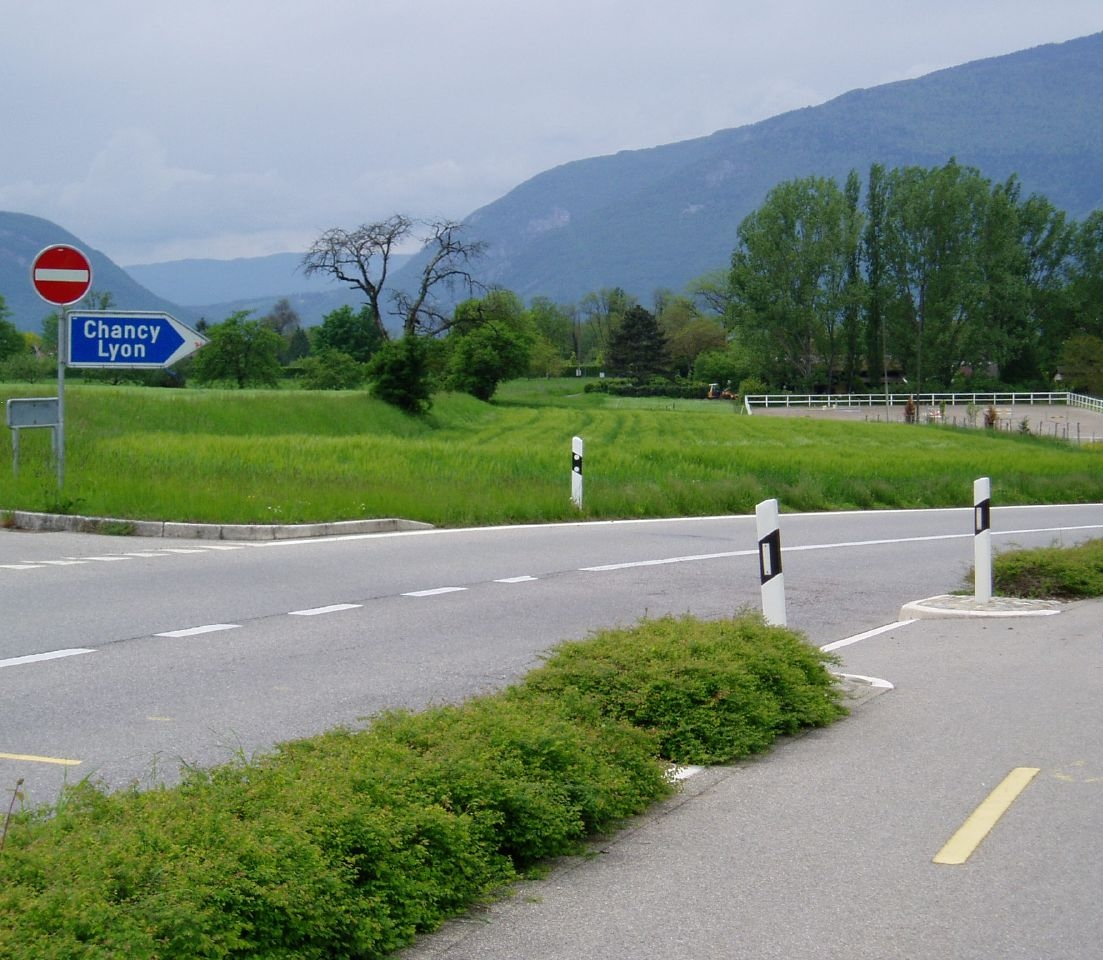
Die Strasse bei Chancy
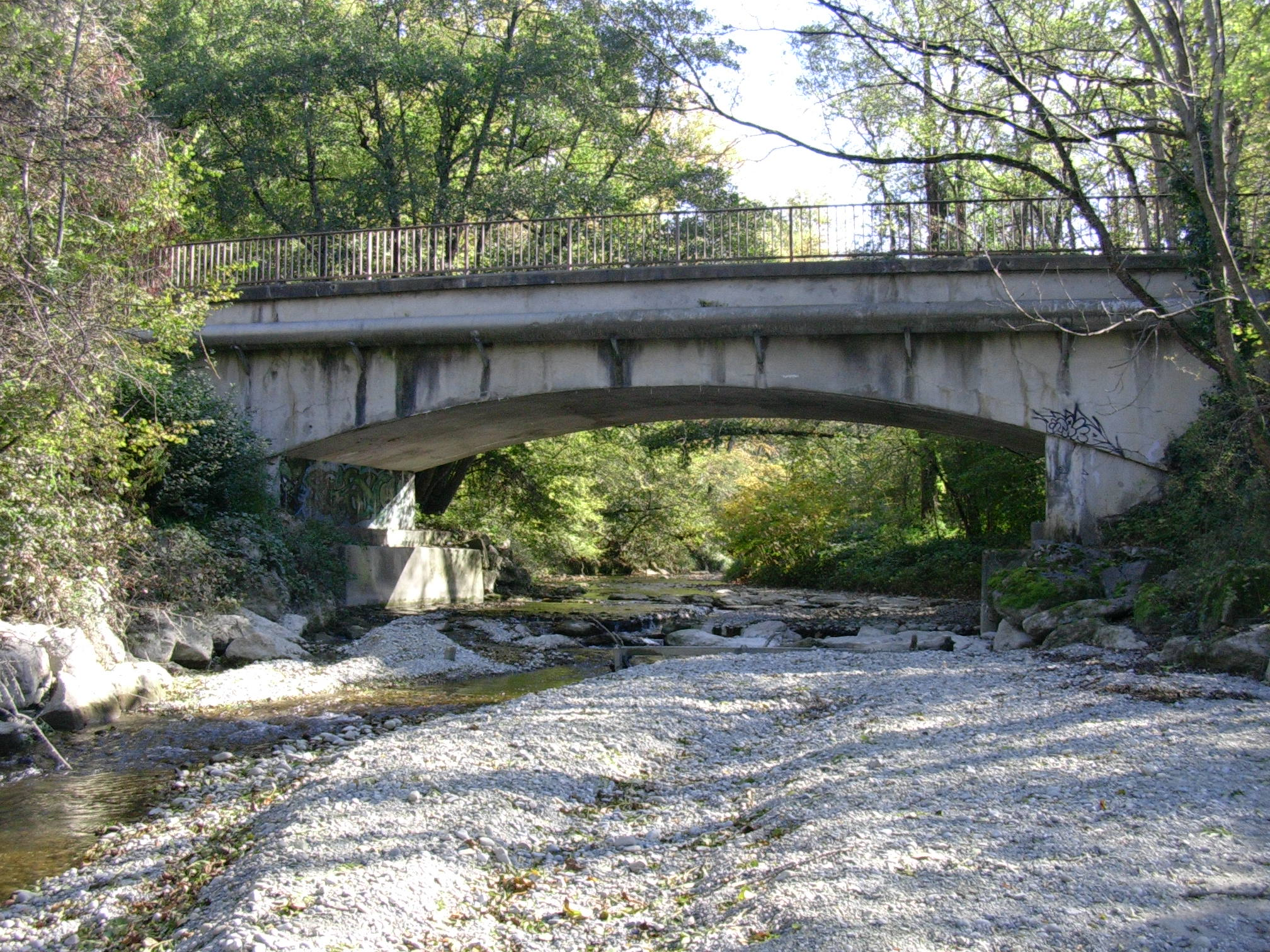
Lairebrücke bei Chancy